# Teoria de Hodge
En matemàtiques, la teoria de Hodge, anomenada així per WVD Hodge, és un mètode per estudiar els grups de cohomologia d'una varietat llisa M utilitzant equacions diferencials parcials. L'observació clau és que, donada una mètrica riemanniana sobre M, cada classe de cohomologia té un representant canònic, una forma diferencial que s'anul·la sota l'operador laplacià de la mètrica. Aquestes formes s'anomenen harmòniques.
La teoria va ser desenvolupada per Hodge a la dècada de 1930 per estudiar la geometria algebraica, i es va basar en el treball de Georges de Rham sobre la cohomologia de De Rham. Té aplicacions importants en dos entorns: varietats de Riemann i varietats de Kähler. La motivació principal de Hodge, l'estudi de varietats projectives complexes, s'engloba en aquest darrer cas. La teoria de Hodge s'ha convertit en una eina important en geometria algebraica, particularment a través de la seva connexió amb l'estudi dels cicles algebraics.
Tot i que la teoria de Hodge depèn intrínsecament dels nombres reals i complexos, es pot aplicar a qüestions de teoria de nombres. En situacions aritmètiques, les eines de la teoria de Hodge p-àdica han donat demostracions alternatives o resultats anàlegs a la teoria clàssica de Hodge.

## Història
El camp de la topologia algebraica encara era incipient a la dècada del 1920. Encara no havia desenvolupat la noció de cohomologia, i la interacció entre les formes diferencials i la topologia era poc coneguda. El 1928, Élie Cartan va publicar una idea, " Sur les nombres de Betti des espaces de groupes closes ", en la qual suggeria —però no demostrava— que les formes diferencials i la topologia haurien d'estar vinculades. En llegir-ho, Georges de Rham, aleshores estudiant, es va inspirar. En la seva tesi de 1931, va demostrar un resultat que ara s'anomena teorema de De Rham. Pel teorema de Stokes, la integració de formes diferencials al llarg de cadenes singulars indueix, per a qualsevol varietat compacta llisa M, un aparellament bilineal com es mostra a continuació:
{\displaystyle H_{k}(M;\mathbf {R} )\times H_{\text{dR}}^{k}(M;\mathbf {R} )\to \mathbf {R} .}
L'afirmació original de De Rham és, doncs, conseqüència del fet que sobre els reals, la cohomologia singular és el dual de l'homologia singular.
Per separat, un article de Solomon Lefschetz de 1927 va utilitzar mètodes topològics per refutar teoremes de Riemann. En llenguatge modern, si ω₁ i ω₂ són diferencials holomorfs en una corba algebraica C, aleshores el seu producte en forma de falca és necessàriament zero perquè C només té una dimensió complexa; en conseqüència, el producte en forma de copa de les seves classes de cohomologia és zero, i quan es va fer explícit, això va donar a Lefschetz una nova demostració de les relacions de Riemann. A més, si ω és un diferencial holomorf diferent de zero, aleshores {\displaystyle {\sqrt {-1}}\,\omega \wedge {\bar {\omega }}} és una forma de volum positiu, a partir de la qual Lefschetz va poder derivar de nou les desigualtats de Riemann. El 1929, WVD Hodge va saber de l'article de Lefschetz. Immediatament va observar que principis similars s'aplicaven a les superfícies algebraiques. Més precisament, si ω és una forma holomorfa diferent de zero en una superfície algebraica, aleshores {\displaystyle {\sqrt {-1}}\,\omega \wedge {\bar {\omega }}} és positiu, de manera que el producte de copa de {\displaystyle \omega } i {\displaystyle {\bar {\omega }}} ha de ser diferent de zero. D'això es dedueix que ω en si mateixa ha de representar una classe de cohomologia diferent de zero, de manera que els seus períodes no poden ser tots zero. Això va resoldre una qüestió de Severi.
Hodge considerava que aquestes tècniques també haurien de ser aplicables a varietats de dimensions superiors. El seu col·lega Peter Fraser li va recomanar la tesi de De Rham. En llegir la tesi de De Rham, Hodge es va adonar que les parts real i imaginària d'una forma 1 holomorfa en una superfície de Riemann eren, en cert sentit, duals entre si. Sospitava que hi hauria d'haver una dualitat similar en dimensions superiors; aquesta dualitat ara es coneix com l'operador d'estrella de Hodge. A més, va conjecturar que cada classe de cohomologia hauria de tenir un representant distingit amb la propietat que tant ella com el seu dual s'anul·len sota l'operador derivatiu exterior; aquestes ara s'anomenen formes harmòniques. Hodge va dedicar la major part de la dècada del 1930 a aquest problema. El seu primer intent publicat de demostració va aparèixer el 1933, però el considerava "extremament groller". Hermann Weyl, un dels matemàtics més brillants de l'època, es va veure incapaç de determinar si la demostració de Hodge era correcta o no. El 1936, Hodge va publicar una nova demostració. Tot i que Hodge considerava la nova demostració molt superior, Bohnenblust va descobrir un defecte greu. Independentment, Hermann Weyl i Kunihiko Kodaira van modificar la demostració de Hodge per reparar l'error. Això va establir l'isomorfisme buscat per Hodge entre formes harmòniques i classes de cohomologia.
En retrospectiva, és clar que les dificultats tècniques del teorema de l'existència no requerien realment cap idea nova significativa, sinó simplement una extensió acurada dels mètodes clàssics. La veritable novetat, que va ser la principal contribució de Hodge, va ser en la concepció d'integrals harmòniques i la seva rellevància per a la geometria algebraica. Aquest triomf del concepte sobre la tècnica recorda un episodi similar en l'obra del gran predecessor de Hodge, Bernhard Riemann.
— M. F. Atiyah, William Vallance Douglas Hodge, 17 de juny de 1903 – 7 de juliol de 1975, Memòries biogràfiques dels membres de la Royal Society, vol. 22, 1976, pàg. 169–192.

## Teoria de Hodge per a varietats reals

### Cohomologia de De Rham
La teoria de Hodge fa referència al complex de De Rham. Sigui M una varietat llisa. Per a un enter no negatiu k, sigui Ω k ( M ) l'espai vectorial real de formes diferencials suaus de grau k sobre M. El complex de De Rham és la seqüència d'operadors diferencials
{\displaystyle 0\to \Omega ^{0}(M)\xrightarrow {d_{0}} \Omega ^{1}(M)\xrightarrow {d_{1}} \cdots \xrightarrow {d_{n-1}} \Omega ^{n}(M)\xrightarrow {d_{n}} 0,}
on dk denota la derivada exterior de Ω k ( M ). Aquest és un complex de cocadena en el sentit que dk+1 ∘ dk = 0 (també escrit dPlantilla:I sup = 0 ). El teorema de De Rham diu que la cohomologia singular de M amb coeficients reals es calcula mitjançant el complex de De Rham:
{\displaystyle H^{k}(M,\mathbf {R} )\cong {\frac {\ker d_{k}}{\operatorname {im} d_{k-1}}}.}

### Operadors en la teoria de Hodge
Trieu una mètrica riemanniana g sobre M i recordeu que:
{\displaystyle \Omega ^{k}(M)=\Gamma \left(\bigwedge \nolimits ^{k}T^{*}(M)\right).}
{\displaystyle \bigwedge \nolimits ^{k}(T_{p}^{*}(M))} estenent (vegeu matriu de Gram) el producte intern induït per g des de cada fibra cotangent {\displaystyle T_{p}^{*}(M)} al seu {\displaystyle k^{e}} producte exterior: {\displaystyle \bigwedge \nolimits ^{k}(T_{p}^{*}(M))}. El {\displaystyle \Omega ^{k}(M)} El producte intern es defineix llavors com la integral del producte intern puntual d'un parell donat de k -formes sobre M respecte a la forma de volum {\displaystyle \sigma } associat amb g. Explícitament, donat alguns {\displaystyle \omega ,\tau \in \Omega ^{k}(M)} tenim
{\displaystyle (\omega ,\tau )\mapsto \langle \omega ,\tau \rangle :=\int _{M}\langle \omega (p),\tau (p)\rangle _{p}\sigma .}
Naturalment, el producte intern anterior indueix una norma, quan aquesta norma és finita en alguna k -forma fixa:
{\displaystyle \langle \omega ,\omega \rangle =\|\omega \|^{2}<\infty ,}
aleshores l'integrand és una funció real integrable i quadrada sobre M, avaluada en un punt donat mitjançant les seves normes puntuals,
{\displaystyle \|\omega (p)\|_{p}:M\to \mathbf {R} \in L^{2}(M).}
Considereu l'operador adjunt de d respecte a aquests productes interns:
{\displaystyle \delta :\Omega ^{k+1}(M)\to \Omega ^{k}(M).}
Aleshores, el laplacià sobre formes es defineix per
{\displaystyle \Delta =d\delta +\delta d.}
Aquest és un operador diferencial lineal de segon ordre, que generalitza el laplacià per a funcions sobre Rn. Per definició, una forma sobre M és harmònica si el seu laplacià és zero:
{\displaystyle {\mathcal {H}}_{\Delta }^{k}(M)=\{\alpha \in \Omega ^{k}(M)\mid \Delta \alpha =0\}.}
El laplacià va aparèixer per primera vegada en física matemàtica. En particular, les equacions de Maxwell diuen que el camp electromagnètic en el buit, és a dir, sense càrregues, es representa per una F de forma 2 tal que ΔF = 0 en l'espai-temps, vist com a espai de Minkowski de dimensió 4.
Cada forma harmònica α en una varietat riemanniana tancada és tancada, és a dir, dα = 0. Com a resultat, hi ha una correspondència canònica {\displaystyle \varphi :{\mathcal {H}}_{\Delta }^{k}(M)\to H^{k}(M,\mathbf {R} )}. El teorema de Hodge afirma que {\displaystyle \varphi } és un isomorfisme d'espais vectorials. En altres paraules, cada classe de cohomologia real sobre M té un únic representant harmònic. Concretament, el representant harmònic és l'única forma tancada de la norma mínima L2 que representa una classe de cohomologia donada. El teorema de Hodge es va demostrar utilitzant la teoria d'equacions diferencials parcials el·líptiques, i els arguments inicials de Hodge van ser completats per Kodaira i altres a la dècada de 1940.
Per exemple, el teorema de Hodge implica que els grups de cohomologia amb coeficients reals d'una varietat tancada són de dimensió finita. (Certament, hi ha altres maneres de demostrar-ho.) De fet, els operadors Δ són el·líptics, i el nucli d'un operador el·líptic en una varietat tancada és sempre un espai vectorial de dimensió finita. Una altra conseqüència del teorema de Hodge és que una mètrica riemanniana sobre una varietat tancada M determina un producte intern amb valors reals sobre la cohomologia integral de M mòdul torsió. D'això es dedueix, per exemple, que la imatge del grup d'isometries de M en el grup lineal general GL(H∗(M, Z)) és finita (perquè el grup d'isometries d'una xarxa és finit).
Una variant del teorema de Hodge és la descomposició de Hodge. Això diu que hi ha una única descomposició de qualsevol forma diferencial ω en una varietat riemanniana tancada com a suma de tres parts en la forma
{\displaystyle \omega =d\alpha +\delta \beta +\gamma ,}
en què γ és harmònic: Δγ = 0. En termes de la mètrica L₂ sobre formes diferencials, això dóna una descomposició de suma directa ortogonal:
{\displaystyle \Omega ^{k}(M)\cong \operatorname {im} d_{k-1}\oplus \operatorname {im} \delta _{k+1}\oplus {\mathcal {H}}_{\Delta }^{k}(M).}
La descomposició de Hodge és una generalització de la descomposició de Helmholtz per al complex de De Rham.